# Fransk (skak)
 Denne artikel omhandler en åbning i skak. Opslagsordet har også en anden betydning, se Fransk (sprog).
 Der er for få eller ingen kildehenvisninger i denne artikel, hvilket er et problem. Du kan hjælpe ved at angive troværdige kilder til de påstande, som fremføres i artiklen.

Fransk eller fransk forsvar er en åbning i skak, som er karakteriseret ved trækkene
1.e4 e6
Fransk anses for at være en solid og sund åbning, omend den kan give sort et noget hæmmet spil under udviklingen af brikkerne i den indledende fase. Sort får ofte angrebschancer på dronningefløjen, mens hvid tenderer mod at have overvægt på kongefløjen.

## Grundlæggende udvikling
Efter åbningstrækkene 1.e4 e6 fortsætter spillet sædvanligvis med 2.d4 d5. Hvid fortsætter sit tryk mod brættets centrum, mens sort straks udfordrer bonden på e4.
Hvid har her adskillige muligheder for at fortsætte:
- ved at forsvare bonden med 3.Sc3 (hovedvarianten)
- Ved at forsvare bonden med 3.Sd2 (Tarraschsvarianten)
- At afbytte bønderne med 3. exd5 (afbytningsvarianten)
- Ved at lade bonden gå frem med 3.e5 (fremstødsvarianten)

## Generelle temaer
Diagram 2 nedenfor viser en bondestilling, som ofte opstår i fransk. På grund af bondestillingen i centrum har sort mere plads på dronningefløjen og fokuserer derfor på denne side af brættet ved næsten altid på at tidspunkt at spille ...c7-c5 for at angribe hvids bondekæde ved dens basis. Sort kan følge op ved at gå frem med sine a- og b-bønder.
En alternativ eller samtidig plan for sort er at angribe hvids centrum, som trykker hans stilling sammen. Fløjangrebet ...c7-c5 er sædvanligvis ikke nok til at opnå befrielse, så sort vil ofte spille ...f7-f6. Støtter hvid bonden på e5 ved at spille f2-f4, er der to almindelige fortsættelser for sort.
| Fransk - diagram 2 \| \| a \| b \| c \| d \| e \| f \| g \| h \| \| \| 8 \| \| \| \| \| \| \| \| \| 8 \| \| 7 \| \| \| \| \| \| \| \| \| 7 \| \| 6 \| \| \| \| \| \| \| \| \| 6 \| \| 5 \| \| \| \| \| \| \| \| \| 5 \| \| 4 \| \| \| \| \| \| \| \| \| 4 \| \| 3 \| \| \| \| \| \| \| \| \| 3 \| \| 2 \| \| \| \| \| \| \| \| \| 2 \| \| 1 \| \| \| \| \| \| \| \| \| 1 \| \| \| a \| b \| c \| d \| e \| f \| g \| h \| \| |    |    |    |    |    |    |    |    |   |
| | a  | b  | c  | d  | e  | f  | g  | h  |   |
| 8 | a8 | b8 | c8 | d8 | e8 | f8 | g8 | h8 | 8 |
| 7 | a7 | b7 | c7 | d7 | e7 | f7 | g7 | h7 | 7 |
| 6 | a6 | b6 | c6 | d6 | e6 | f6 | g6 | h6 | 6 |
| 5 | a5 | b5 | c5 | d5 | e5 | f5 | g5 | h5 | 5 |
| 4 | a4 | b4 | c4 | d4 | e4 | f4 | g4 | h4 | 4 |
| 3 | a3 | b3 | c3 | d3 | e3 | f3 | g3 | h3 | 3 |
| 2 | a2 | b2 | c2 | d2 | e2 | f2 | g2 | h2 | 2 |
| 1 | a1 | b1 | c1 | d1 | e1 | f1 | g1 | h1 | 1 |
| | a  | b  | c  | d  | e  | f  | g  | h  |   |

Den første er at trykke direkte mod f-bonden ved at spille ...g7-g5. Bonden på g5 truer desuden med at gå frem til g4 og drive den hvide springer væk fra f3 og derved fremme sorts spil mod hvids centrum. Den anden mulighed er at spille ...fxe5, og hvis hvid slår tilbage med fxe5, har sort fået åbnet f-linjen for sit tårn. Eftersom hvid sædvanligvis har en springer på f3 til at beskytte sine bønder på d4 og e5, kan det give sort mulighed for på et tidspunkt at ofre med ...Txf3 for at ødelægge det hvide centrum og angribe kongen. Hvis hvid på den anden side spiller dxc5, åbnes diagonalen a7-g1, hvilket gør det mere risikabelt for hvid at udføre kort rokade.
Hvid forsøger sædvanligvis at drage fordel af sit større manøvrerum på kongefløjen, hvor han ofte vil forsøge at opnå et matangreb. Det er f.eks. hvad hvid forsøger i det såkaldte Aljechin-Chatard-angreb. Et andet eksempel er den følgende udvikling i klassisk fransk: 1.e4 e6 2.d4 d5 3.Sc3 Sf6 4.Lg5 Le7 5.e5 Sfd7 6.Lxe7 Dxe7 7.f4 0-0 8.Sf3 c5 9.Ld3 (se diagram 3)
Hvids hvidfeltede løber ser mod den svage bonde på h7, der sædvanligvis er dækket af en springer på f6, men som her er blevet tvunget væk af e5. En typisk fortsættelse af hvids angreb er 9...cxd4 10.Lxh7+ Kxh7 11.Sg5+, hvor sort må give sin dronning for at undgå at blive sat mat og fortsætter med 11...Dxg5 12.fxg5 dxc3. Sort har tre lette officerer for dronningen, hvilket betyder en lille materiel fordel, men hans konge er udsat, og hvid har gode angrebsmuligheder.
Udover mulighederne for et officersangreb kan hvid også spille efter en plan, som går ud på at rykke frem med bønderne på kongefløjen (en særdeles almindelig ide i slutspillet), hvilket på passende tidspunkter indebærer trækkene f2-f4, g2-g4 og derpå f4-f5 for at udnytte terrænovervægten på denne side af brættet. En hvid bonde på f5 kan være meget stærk, fordi den både truer med at slå en brik på e6 og med at gå frem til f6. Sommetider kan fremrykning med h-bonden til h5 eller h6 også være effektiv. I mange franske opstillinger ligger der en strategisk fordel for sort på lang sigt, hvorfor hvid ofte er mere eller mindre tvunget til at angribe. Det blokerede centrum betyder, at det ofte er muligt at ofre for at opnå matangreb, og det siges, at hvide spillere i denne åbning bør undersøge det klassiske løberoffer (Ld3xh7) ved hvert træk. Sort byder imidlertid tit et angreb velkommen, fordi fransk er kendt for at rumme forsvarsmuligheder og manøvrer for sort, som ofte ender med en materiel fordel til slutspillet. Viktor Korchnoi, der sammen med Botvinnik har været en af de stærkeste spillere og kendere af åbningen, talte om, hvordan han psykologisk kunne lokke modstandere til at angribe sig og ofre materiale, hvorpå han kunne afvise modstanderens anfald og have en let gevinst i slutspillet.
En moderne ide for hvid er at vinde terræn på dronningefløjen ved at spille a2-a3 efterfulgt af b2-b4. Hvis hvid har held til dette, vil sorts bevægelsesmuligheder indskrænkes yderligere.
Et af sorts problemer i fransk er, at hans egen bonde på e6 spærrer for løberen på c8. Hvis sort ikke er i stand til at udvikle den ved hjælp af bondefremstød som ...c5 og/eller ...f6, kan den forblive passiv under hele spillet. Et ofte fremhævet eksempel på den potentielle svaghed ved denne løber er partiet Tarrasch–Teichmann fra San Sebastián 1912, hvor stillingen i diagram 4 opstod efter femten træk i den klassiske variant af fransk.
| Fransk - diagram 4 \| \| a \| b \| c \| d \| e \| f \| g \| h \| \| \| 8 \| \| \| \| \| \| \| \| \| 8 \| \| 7 \| \| \| \| \| \| \| \| \| 7 \| \| 6 \| \| \| \| \| \| \| \| \| 6 \| \| 5 \| \| \| \| \| \| \| \| \| 5 \| \| 4 \| \| \| \| \| \| \| \| \| 4 \| \| 3 \| \| \| \| \| \| \| \| \| 3 \| \| 2 \| \| \| \| \| \| \| \| \| 2 \| \| 1 \| \| \| \| \| \| \| \| \| 1 \| \| \| a \| b \| c \| d \| e \| f \| g \| h \| \| |    |    |    |    |    |    |    |    |   |
| S. Tarrasch-R. Teichmann San Sebastián 1912 Stilling efter 15...Sxc5 |    |    |    |    |    |    |    |    |   |
| | a  | b  | c  | d  | e  | f  | g  | h  |   |
| 8 | a8 | b8 | c8 | d8 | e8 | f8 | g8 | h8 | 8 |
| 7 | a7 | b7 | c7 | d7 | e7 | f7 | g7 | h7 | 7 |
| 6 | a6 | b6 | c6 | d6 | e6 | f6 | g6 | h6 | 6 |
| 5 | a5 | b5 | c5 | d5 | e5 | f5 | g5 | h5 | 5 |
| 4 | a4 | b4 | c4 | d4 | e4 | f4 | g4 | h4 | 4 |
| 3 | a3 | b3 | c3 | d3 | e3 | f3 | g3 | h3 | 3 |
| 2 | a2 | b2 | c2 | d2 | e2 | f2 | g2 | h2 | 2 |
| 1 | a1 | b1 | c1 | d1 | e1 | f1 | g1 | h1 | 1 |
| | a  | b  | c  | d  | e  | f  | g  | h  |   |

Sort er her havnet i en stilling, hvor han er tvunget til at være helt passiv. Hans hvide løber er hæmmet af bønderne på a6, b5, d5, e6 og f7. Hvid vil formodentlig forsøge at afbytte sorts springer, som er den eneste brik med nogen bevægelsesfrihed. Selv om det kan være muligt for sort at opnå remis, er det ikke nogen let opgave, og medmindre hvid gør sig skyldig i fejltagelser, vil sort have få chancer for skabe aktivt modspil.
Det er grunden til, at de klassiske varianter af fransk mistede deres popularitet i mange år, og at varianten med 3....Lb4 begyndte at blive benyttet oftere efter 1. verdenskrig, især som følge af Nimzowitschs og Botvinniks indsats. I partiet Tarrasch – Teichmann vandt hvid efter 41 træk. For at undgå denne skæbne er det sædvanligvis en prioriteret opgave for sort at finde en nyttig placering af løberen. Sort kan spille ...Ld7-a4 for at angribe en bonde på c2, hvilket sker i mange grene af Winawer-varianten. Har sort flyttet sin f-bonde til f6, kan sort også overveje at bringe løberen til g6 eller h5 via d7 og e8. Befinder hvids hvide løber sig på diagonalen f1-a6, kan sort forsøge at afbytte den ved at spille ...b6 og ...La6, eller ...Db6 fulgt af ...Ld7-Lb5.
I fremstødsvarianten (3.e5) er det et generelt tema, at hvid gerne vil stille sin hvide løber på d3 for at maksimere dens virkning. Det kan hvid ikke spille umiddelbart efter ...Db6 uden at tabe bonden på d4. Sort kan ikke vinde den ekstra bonde umiddelbart, fordi 6.Ld3 cxd4 7.cxd4 Sxd4? 8.Sxd4 Dxd4?? 9.Lb5+ vinder den sorte dronning ved en afdækkerskak. Derfor angiver teorien, at sort bør spille 7...Ld7 i stedet for at forebygge dette. Hvid har ofte alligevel ofret d-bonden ved at forsætte med 8.0-0 Sxd4 9.Sxd4 Dxd4 10.Sc3. Det kaldes Milner-Barry-gambit efter Stuart Milner-Barry, men fremgangsmåden anses for at være tvivlsom og har aldrig haft tilhængere blandt de stærkeste spillere.

## Hovedvarianten 3.Sc3
Da 3. Sc3 spilles i mere end 40% af alle partier med fransk åbning, anses denne fortsættelse for at være hovedvarianten. Efter dette træk har sort tre hovedfortsættelser, nemlig 3...dxe4 (Rubinstein-varianten), 3...Lb4 (Winawer-varianten) eller 3...Sf6 (den klassiske variant). En mere excentrisk ide er 3...Sc6!? 4.Sf3 Sf6 med hensigten 5.e5 Se4, som den tyske internationale mesterspiller (IM) Helmut Reefschlaeger har benyttet en del.

### Rubinstein-varianten 3...dxe4
Varianten er opkaldt efter stormesteren (GM) Akiba Rubinstein, og den kan også fremkomme efter trækkene 3.Sd2 dxe4. Hvid har friere spil og mere terræn i centrum, hvilket sort håber at kunne neutralisere ved at komme til at spille ...c7-c5 på et tidspunkt. Denne solide variant er i de senere år blevet taget op igen og optræder i mange spil mellem stormestre som et remisvåben, selv om den ifølge teorien stadig giver hvid et lille overtag. Efter 4.Sxe4 er sorts to mest populære muligheder 4...Ld7 5.Sf3 Sc6 (Fort Knox-varianten), som aktiverer den hvidfeltede løber og ofte spilles af Alexander Rustemov, eller det mere benyttede 4...Sd7 5.Sf3 Sgf6 6.Sxf6+ Sxf6, hvor sort nu er klar til ...c5. At spille 4...Dd5 er en anden interessant mulighed, som er behandlet i skakserien Secrets of Opening Surprises (dansk: Hemmeligheder om åbningsoverraskelser) af IM Jeroen Bosch.
Derudover er der to muligheder for at overgå til at spille gambit: Ellis-gambit med 3...dxe4 4.Sxe4 e5 eller Donna-gambit med 3...dxe4 4.Sxe4 Sc6 5.Sf3 e5

### Winawer-varianten 3...Lb4
Denne variant, som er opkaldt efter GM Simon Winawer, og som Nimzowitsch og Botvinnik har bidraget til forståelsen af, er blevet et af de vigtigste systemer i fransk, primært som følge af sidstnævntes indsats i 1940'erne. Den blev da den oftest benyttede fortsættelse efter 3.Sc3, men i 1980'erne begyndte den klassiske variant med 3....Sf6 igen at blive benyttet, og den er siden blevet mere populær.
| Fransk - diagram 5 \| \| a \| b \| c \| d \| e \| f \| g \| h \| \| \| 8 \| \| \| \| \| \| \| \| \| 8 \| \| 7 \| \| \| \| \| \| \| \| \| 7 \| \| 6 \| \| \| \| \| \| \| \| \| 6 \| \| 5 \| \| \| \| \| \| \| \| \| 5 \| \| 4 \| \| \| \| \| \| \| \| \| 4 \| \| 3 \| \| \| \| \| \| \| \| \| 3 \| \| 2 \| \| \| \| \| \| \| \| \| 2 \| \| 1 \| \| \| \| \| \| \| \| \| 1 \| \| \| a \| b \| c \| d \| e \| f \| g \| h \| \| |    |    |    |    |    |    |    |    |   |
| Winawer-varianten. Stillingen efter 1.e4 e6 2.d4 d5 3.Sc3 Lb4 4.e5 c5 5.a3 Lxc3+ 6.bxc3 |    |    |    |    |    |    |    |    |   |
| | a  | b  | c  | d  | e  | f  | g  | h  |   |
| 8 | a8 | b8 | c8 | d8 | e8 | f8 | g8 | h8 | 8 |
| 7 | a7 | b7 | c7 | d7 | e7 | f7 | g7 | h7 | 7 |
| 6 | a6 | b6 | c6 | d6 | e6 | f6 | g6 | h6 | 6 |
| 5 | a5 | b5 | c5 | d5 | e5 | f5 | g5 | h5 | 5 |
| 4 | a4 | b4 | c4 | d4 | e4 | f4 | g4 | h4 | 4 |
| 3 | a3 | b3 | c3 | d3 | e3 | f3 | g3 | h3 | 3 |
| 2 | a2 | b2 | c2 | d2 | e2 | f2 | g2 | h2 | 2 |
| 1 | a1 | b1 | c1 | d1 | e1 | f1 | g1 | h1 | 1 |
| | a  | b  | c  | d  | e  | f  | g  | h  |   |

3...Lb4 binder springeren på c3 og tvinger derved hvid til at ophæve spændingen i centrum. Det sker normalt ved at spille 4.e5, der vinder terræn og giver hvid håb om at kunne demonstrere, at sorts løber på b4 er dårligt placeret. Sort kan spille 4....Se7, men det sædvanlige træk er 4...c5, hvorefter normalt følger 5.a3 Lxc3+ 6.bxc3, hvilket giver stillingen i diagram 5 til venstre.
Her har hvid fået en dobbeltbonde på dronningefløjen, som sorts modspil vil være rettet mod, men som også kan være til hjælp for hvid ved at styrke hans centrum yderligere og give ham en halvåben b-linje. Hvid har den sædvanlige overvægt på kongefløjen, hvor sort her er yderligere svækket, fordi han har afgivet sin sorte løber. Kombineret med, at hvid desuden besidder løberparret, har han angrebschancer, som han må forsøge at udnytte, eftersom den opståede strategiske bondestilling på længere sigt er gunstig for sort.
I stillingen i diagrammet spiller sort oftest 6...Se7. (Det vigtigste alternativ er 6...Dc7, som kan være en trækomstilling til hovedvarianterne efter 7.Dg4 Se7, men sort har også mulighederne 7.Dg4 f5 eller....f6.) Nu kan hvid udnytte sorts manglende løber ved at spille 7.Dg4, der stiller sort over for valget mellem at ofre sine bønder på kongefløjen med 7...Dc7 8.Dxg7 Tg8 9.Dxh7 cxd4, hvilket til gengæld ødelægger hvids centrum (den såkaldte "Forgiftede bonde-variant") eller at spille 7...0-0 8.Ld3 Sbc6, som undgår at afgive materiale, men som efterlader kongen på den fløj, hvor hvid forsøger at angribe. Blandt eksperterne i fortsættelsen 7.Dg4 er Judit Polgár.
Hvis de taktiske komplikationer efter 7.Dg4 ikke falder i hvids smag, er 7.Sf3 eller 7.a4 gode positionelle alternativer. 7.Sf3 er et naturligt udviklingstræk, som hvid sædvanligvis følger op ved at udvikle sin kongeløber til d3 eller e2 (lejlighedsvis til b5) og rokere kort. Hensigten bag 7.a4 er trefoldig: Trækket forbereder Lc1-a3, der drager fordel af sorts manglende sorte løber, det forhindrer sort i at spille ...Da5-a4 eller ...Ld7-a4 med angreb på c2 og hvis sort spiller ...b6 (fulgt af ...La6 for at afbytte den dårlige løber), kan hvid spille a5 og angribe bonden på b6.
Begge sider har mange alternative fortsættelser i stedet for at følge hovedlinjen i Winawer-varianten. I det fjerde træk er nogle af hvids muligheder:
- 4.exd5 exd5, der fører til en fortsættelse i afbytningsvarianten
- 4.Se2 (Aljechin-gambit) 4...dxe4 5.a3 Le7 (5...Lxc3+ er nødvendig at gøre, hvis sort ønsker at beholde bonden) 6.Sxe4 for at forhindre sort i at fremtvinge en dobbeltbonde (med ... e3)
- 4.Ld3 til forsvar af e4;
- 4.a3 Lxc3+ 5. bxc3 dxe4 6. Dg4, et andet forsøg på at udnytte sort svage punkt på g7.

Efter 4.e5 c5 kan hvid også forsøge 5. Ld2, hvilket også undgår dobbeltbonden og gør 6.Sb5 mulig, hvorfra springeren kan gå til d6 eller ganske enkelt forsvare d4.
På 4.e5 er sort ikke tvunget til at trække 4...c5, men kan forsøge 4...b6 efterfulgt af ...La6, eller 4...Dd7 med den hensigt at imødegå 5. Dg4 med 5...f5. Skakteorien vurderer dog på nuværende tidspunkt, at hvids chancer er størst i begge disse fortsættelser. En anden populær måde for sort at afvige på er 4.e5 c5 5.a3 La5, den såkaldte armenske variant, kaldet således fordi dens teori og praksis er blevet meget udvidet af spillere derfra, blandt hvilke den mest kendte er Rafael Vaganian. Sort opretholder bindingen af springeren, hvilket hvid sædvanligvis søger at bryde ved at spille 6.b4 cxb4 7.Dg4 eller 7.Sb5 (normalt 7.Sb5 bxa3+ 8.c3 Lc7 9.Lxa3 og hvid har fordel).
Når hvid spiller 7.Sf3 i stedet for 7.Dg4, kaldes det Winawer fremstødsvarianten. Der fortsættes her ofte med 7...Ld7 8.Ld3 c4 9.Le2 La4 10. 0-0 Da5 11.Ld2, og den karakteristiske stilling opstår efter 11....Sbc6 12.Sg5 h6 13.Sh3 0-0-0. Bedømmelsen af denne stilling er meget uklar, men det er mest sandsynligt, at sort står tilfredsstillende.

### Klassiske variant 3...Sf6
Dette er en anden hovedvariant i fransk. Hvid kan fortsætte med 4.e5, (Steinitz-varianten, opkaldt efter Wilhelm Steinitz) eller 4.Lg5, der truer med 5.e5 og angreb på den bundne springer. Blandt topspillere er det sædvanlige svar herpå at spille 4...dxe4 (Burn-varianten, opkaldt efter Amos Burn). Der fortsættes oftest med 5.Sxe4 Le7 6.Lxf6 Lxf6 7.Sf3 Sd7 eller 7...0-0, hvilket fører til en stilling, der ligner den, som opstår i Rubinstein-varianten. Her er det imidlertid sort, som råder over løberparret og dermed en stilling med større dynamik (selv om den hvide springer er godt placeret på e4), så denne fortsættelse er mere populær end "Rubinstein", og den har længe være blandt Evgenij Bareevs yndede fortsættelser. Sort kan også prøve 5.Sxe4 Le7 6.Sxf6 gxf6, hvilket er spillet af Alexander Morozevitj og Gregory Kaidanov. Ved at følge op med ...f5 og ...Bf6 opnår sort et aktivt officersspil som kompensation for sin ødelagte bondestruktur. En anden fortsættelse, som ligner Rubinstein-varianten, er 5.Sxe4 Sbd7 6.Sf3 Le7 (6...h6 er også forsøgt) 7.Sxf6+ Lxf6.
4...Le7 var engang hovedfortsættelsen efter 4.Lg5, og den er stadig vigtig, selv om Burn-varianten har overhalet den i popularitet. Der fortsættes normalt med 5.e5 Sfd7 6.Lxe7 Dxe7 7.f4 0-0 8.Sf3 c5, hvor hvid har adskillige muligheder, herunder 9.Ld3, 9.Dd2 og 9.dxc5. Et andet alternativ for hvid er gambitten 4...Le7 5.e5 Sfd7 6.h4, som var blevet påpeget af Adolf Albin og spillet af Chatard, men som ikke blev taget alvorligt før partiet Aljechin–Fahrni, Mannheim-turneringen 1914. Varianten kendes nu som Albin-Chatard-angrebet eller Aljechin-Chatard-angrebet. Efter 6...Lxg5 7.hxg5 Dxg5 8.Sh3 De7 9.Sf4 Sc6 10.Dg4 (som er grunden til 8.Sh3 i stedet for 8.Sf3) har hvid ofret en bonde for at åbne h-linjen og derved få bedre angrebschancer på kongefløjen. Sort kan afslå gambitten på flere måder, som f.eks. 6...a6 eller 6...f6, men de fleste stærke spillere foretrækker 6...c5. Alekhine-Chatard-angrebet har aldrig været populært på stormesterniveau, selv om Garry Kasparov med held benyttede det mod Viktor Korchnoi i 2001.
Sort har en tredje mulighed, nemlig at indlede et modangreb med 4...Lb4 (McCutcheon-varianten), uden at bekymre sig om truslen 5.e5, hvor hovedvarianten fortsætter med 5.e5 h6 6.Ld2 Lxc3 7.bxc3 Se4 8.Dg4. Her kan sort spille 8...g6, som svækker de sorte felter på kongefløjen, men som bevarer muligheden for at rokere langt eller at spille 8...Kf8. McCutcheon-varianten er opkaldt efter John Lindsay McCutcheon (1857–1905) fra Philadelphia i Pennsylvania, som gav varianten berømmelse efter at have brugt den til at besejre verdensmesteren Steinitz i et simultanparti på Manhattan i 1885.
I Steinitz-varianten 4.e5 Sfd7 står hvid over for valget mellem det mest almindelige 5.f4 , 5.Sce2 (Shirov-Anand-varianten, hvor hvid forbereder at støtte sit centrum med c2-c3 og f2-f4), eller 5.Sf3 (der sigter mod officersspil). Efter 5.f4 c5 6.Sf3 Sc6 7.Le3 (7.Sce2 overgår til Shirov-Anand-varianten; en fælde er 7.Le2 cxd4 8.Sxd4 Sdxe5! 9.fxe5 Dh4+, der vinder en bonde) har sort adskillige fortsættelser. Han kan øge presset mod d4 ved at spille 7...Db6 eller 7...cxd4 8.Sxd4 Db6, eller vælge at fuldføre sin udvikling, enten først på kongefløjen ved at spille 7...cxd4 8.Sxd4 Lc5, eller på dronningefløjen ved at spille 7...a6 8.Dd2 b5.

## Andre fortsættelser

### Afbytningsvarianten: 3.exd5 exd5
Mange spillere, som indleder spillet med 1. e4, finder, at fransk er den vanskeligste åbning at spille mod på grund af dens lukkede karakter og de særlige strategier for systemet. Derfor vælger mange at bytte af, så stillingen bliver enklere og mere overskuelig. Hvid forsøger ikke at udnytte fordelen ved at trække først og vælger ofte denne fortsættelse i håb om en tidlig remis, og det bliver også ofte resultatet, hvis ingen af parterne bryder symmetrien. Et helt særligt eksempel er Capablanca–Maróczy, Lake Hopatcong 1926, hvor der skete 4.Ld3 Ld6 5.Sf3 Sf6 6.0-0 0-0 7.Lg5 Lg4 8.Te1 Sbd7 9.Sbd2 c6 10.c3 Dc7 11.Dc2 Tfe8 12.Lh4 Lh5 13.Lg3 Lxg3 14.hxg3 Lg6 15.Txe8+ Txe8 16.Lxg6 hxg6 17.Te1 Txe1+ 18.Sxe1 Se8 19.Sd3 Sd6 20.db3 a6 21.Kf1 1/2-1/2.
Til trods for den symmetriske bondestilling kan hvid ikke tvangsmæssigt opnå remis. Et ensidigt forsøg på det kan sommetider resultere i en ubehagelig overraskelse for hvid som i partiet Tatai-Korchnoi, Beersheba 1978, som fortsatte 4.Ld3 c5!? 5.Sf3 Sc6 6.De2+ Le7 7.dxc5 Sf6 8.h3 O-O 9.O-O Lxc5 10.c3 Te8 11.Dc2 Dd6 12.Sbd2 Dg3 13.Lf5 Te2 14.Sd4 Sxd4 0-1. Et lidt mindre ekstremt eksempel var Gurevitj–Short, Manila 1990, hvor hvid, der er en stærk stormester, tydeligt spillede på remis, men tabte til Short i 42 træk.
For at opnå reelle gevinstchancer vil hvid ofte på et tidspunkt spille c2-c4 for at sætte sorts d5-bonde under pres. Sort kan give hvid en isoleret bonde ved at slå på c4, men det giver hvids officerer større virkeområde og kan derfor skabe angrebschancer. Det sker i fortsættelser som 3.exd5 exd5 4.c4 (spillet af stormestrene Normunds Miezis og Maurice Ashley) eller 4.Sf3 Ld6 5.c4, som kan føre over i åbningen Petroffs forsvar. Omvendt kan sort, hvis hvid undlader dette, selv spille ...c7-c5, f.eks. 4.Ld3 c5 som i partiet Tatai-Korchnoi ovenfor.
Når der ikke spilles c2-c4, har hvid og sort to hovedopstillinger af deres officerer. Hvid kan stille sine på Sf3, Ld3, Lg5 (med binding af den sorte springer), Sc3, Dd2 eller dronningespringeren kan i stedet gå til d2, og hvid støtter så sit centrum med c3 og spiller måske Db3. Hvis dronningspringeren i stedet står på c3, kan den anden springer i stedet flyttes til e2, da modstanderens løber og springer kan holdes væk fra de vigtige felter e4 og g4 med f3. I de tilfælde, hvor springeren står på c3 (som i den første og tredje af de netop beskrevne muligheder) kan hvid vælge mellem kort og lang rokade. Stillingerne er så symmetriske, at muligheder og strategier er de samme for begge parter.
En anden måde at bringe ubalance i stillingen på er, at hvid og sort kan vælge at rokere til modsatte sider af brættet. Et eksempel herpa er fortsættelsen 4.Ld3 Sc6 5.c3 Ld6 6.Sf3 Lg4 7.0-0 Sge7 8.Te1 Dd7 9.Sbd2 0-0-0.

### Fremstødsvarianten 3.e5
Hovedfortsættelsen i fremstødsvarianten er 3...c5 4.c3 Sc6 5.Sf3.
Efter 5.Sf3 er de vigtigste varianter 5...Db6 og 5...Ld7. Ideen bag 5...Db6 er at forstærke presset mod d4 og lidt efter lidt underminere det hvide centrum. Db6 angriber desuden feltet b2, så hvids sorte løber kan ikke deltage i forsvaret af bonden på d4, uden at bonden på b2 går tabt.
Hvids almindeligste svar på 5...Db6 er 6.a3 eller 6.Le2. Her er 6.a3 for tiden den vigtigste fortsættelse: Den forbereder 7.b4, som vinder terræn på dronningefløjen. Sort kan forhindre dette med 6...c4 med den hensigt at slå en passant, hvis hvid spiller b4, hvilket vil give et lukket spil, hvor sort kæmper for at opnå kontrol med feltet b3. På den anden side kan sort også vælge at fortsætte sin udvikling med 6...Sh6 med hensigten ...Sf5. Sh6 kan synes lidt mærkværdigt, fordi hvid kan give modstanderen en dobbeltbonde med Lxh6, men det anses i virkeligheden for at være godt for sort. Sort spiller Lg7 og O-O, hvorved sorts konge er tilstrækkeligt forsvaret, og hvid vil mangle sin tilsyneladende "dårlige" sorte løber. 6.Le2 er det andet alternativ, som ganske enkelt forbereder rokade. Igen er et almindeligt sort svar 6...Sh6 med hensigten 7...cxd4 8.cxd4 Sf5 med angreb på d4. Når springere når til f5 fra h6, er der tre officerer og en bonde, som angriber d4, mens kun Sf3, bonde c3 og Dd1 forsvarer den bonde. Som nævnt tidligere kan hvids sorte løber ikke komme til hjælp, fordi bonde på b2 så vil falde. Derfor må hvid spille forebyggende og besvare 6...Sh6 med 7. Sa3, så han kan forsvare de4-bonden yderligere med Sc2.
Trækket 5...Ld7 blev nævnt af Greco så tidligt som i 1620, og det blev taget op igen og gjort populært af Viktor Korchnoi i 1970'erne. Nu er det en hovedvariant, hvor ideen bag er, at eftersom sort i almindelighed spiller ...Ld7 før eller senere, kan det lige så godt spilles straks, så hvid tvinges til at vise, hvad han vil. Spiller han 6. a3 som svar, vurderer den moderne teori, at sort har udlignet eller står bedst efter 6...f6! Fortsættelserne er komplekse, men hovedsagen er, at a3 er et spildt træk, når den sorte dronning ikke står på b6, så sort bruger de ekstra tempi til straks at angribe det hvide centrum, enten ved straks at spille 7...Sf5 for at angribe d4 eller 7...Sg6 fulgt af ...f6 for at angribe e5.
Andre alternative strategier end 3...c5 blev forsøgt i starten af det 20. århundrede, som 3... b6 med den hensigt at fianchettere den dårlige løber eller 3...Sc6, som f.eks. er spillet af Carlos Guimard, hvor meningen er at beholde den dårlige løber på c8 eller d7, hvor den er passiv og kun giver ringe modspil. Også 4...Db6 5.Sf3 Ld7 med det formål at spille 6...Lb5 og afbytte den dårlige løber er muligt.

### Tarraschsarianten 3.Sd2
Tarraschvarianten' er opkaldt efter Siegbert Tarrasch. Dette træk var særlig populært i slutningen af 1970'erne og de tidlige 80'ere, hvor Anatoly Karpov benyttede det med stort held. Det spilles stadig af spillere, der søger en lille, men sikker fordel i åbningen.
Trækket adskiller sig i flere henseender fra trækket 3.Sc3: Det blokerer ikke for fremrykning af hvids c-bonde, så der på et tidspunkt kan spilles c3 som støtte for bonden på d4, og det undviger Winawer-varianten, fordi 3...Lb4 ikke udgør en virksom binding, når hvid blot kan spille c3, hvorefter sort intet har udrettet.
3...c5 4.exd5 exd5, der er en fast bestanddel af mange gamle partier mellem Karpov og Korchnoi, herunder syv fra deres match i 1974, fører almindeligvis til, at sort får en isoleret dronningebonde. Hovedfortsættelsen er 5.Sgf3 Sc6 6.Lb5 Ld6 7.0-0 Sge7 8.dxc5 Lxc5 9.Sb3 Lb6 med en stilling, hvor hvid vil have en lille positionel fordel i slutspillet, hvis han kan neutralisere sorts officerer i midtspillet. En anden mulighed for hvid er 5.Lb5+ Sd7 (5...Sc6 kan også spilles) 6.De2+ Le7 7.dxc5 for at afbytte løberne og gøre det vanskeligere for sort at vinde bonden tilbage.
3...c5 4.exd5 Dxd5!? er et vigtigt alternativ for sort. Ideen er at afbytte c- og d-bønderne mod hvis d- og e-bønder, hvorved sort vil have en ekstra central bonde. Det udgør en lille strategisk fordel, men til gengæld vinder hvid tid til at udvikle sig ved at true sorts dronning. Denne vekselvirkning mellem statiske og dynamiske fordele er grunden til, at denne spillemåde er blevet populær i det seneste tiår. Spillet fortsætter gerne med 5.Sgf3 cxd4 6.Lc4 Dd6 7.0-0 Sf6 (der forhindrer 8.Se4) 8.Sb3 Sc6 9.Sbxd4 Sxd4, og her kan hvid forblive under midtspillet med 10.Sxd4 eller afbytte dronningerne med 10.Dxd4.
Hvor målet med 3...c5 er at bryde centrum op, har trækket 3...Sf6 til formål at lukke det. Efter 4.e5 Sfd7 5.Ld3 c5 6.c3 Sc6 (6...b6 ville ske med hensigten at følge op med ...La6 for at komme af med sorts dårlige løber, hvilket er et tilbagevende tema i fransk) 7.Se2 (der lader f3 fri til dronningeløberen) 7...cxd4 8.cxd4 f6 9.exf6 Sxf6 10.Sf3 Ld6 har sort fået udviklet sine officerer mod at have en tilbagebleven bonde på e6. Hvid kan også vælge at beholde sin bonde på e5 ved at spille 4.e5 Sfd7 5.c3 c5 6.f4 Sc6 7.Sdf3, men vil til gengæld forsinke sin udvikling ved det.
3.Sd2 Sc6 er kendt som Guimard-varianten: Efter 4.Sgf3 Sf6 5.e5 Sd7 vil sort afbytte hvids indesnørende e-bonde ved at spille ...f6. Da sort imidlertid ikke kan spille ...c5, udøver han ikke tryk mod d4, så hvid bør beholde en lille fordel.
En moderne fortsættelse, som er anvendt af førende stormestre i de seneste år er 3...Le7!?, et "mystisk" træk der har til formål at vise, at ethvert hvidt træk nu har sine ulemper. F.eks. kan hvid efter 4.Sgf3 Sf6 5.e5 Sfd7 nu ikke spille f4, og både 4.Ld3 c5 5.dxc5 Sf6 og 4.e5 c5 5.Dg4 Kf8!? fører til vanskelige komplikationer. Overraskende er det også, at 3... h6?! med en tilsvarende begrundelse ligeledes har været spillet af stærke spillere i den sidste tid, herunder af GM Alexander Morozevitj. I 1970'erne opnåede en anden sjælden fortsættelse 3...a6 en vis popularitet blandt førerne af de sorte brikker. Ideen med trækket er at berøve hvids hvide løber brugen af feltet b5, før der spilles ...c5.

## Tidlige afvigelser for hvid
Efter indledningstrækket 1.e4 e6 fortsætter næsten 90% af alle partier med 2.d4 d5, men hvid kan forsøge andre veje. Den vigtigste blandt disse er 2.d3 d5 3.Sd2, der er en version af kongeindisk. I de næste få træk vil hvid sandsynligvis spille trækkene Sgf3, g3, Lg2, 0-0, c3 og/eller Te1 i passende rækkefølge. Sort har adskillige metoder til at bekæmpe denne opstilling:3...c5 fulgt af ...Sc6, ...Ld6, ...Sf6 eller ...Sge7 og ...0-0 er almindelige, 3...Sf6 4.Sgf3 Sc6 planlægger ...dxe4 og ...e5 for at spærre Lg2 inde, og 3...Sf6 4.Sgf3 b6 gør det muligt at spille ...La6, hvis hvids hvide løber forlader diagonalen a6-f1. 2.d3 er blevet brugt af mange førende spillere i årenes løb, herunder GM-erne Pal Benko, Bobby Fischer og Lev Psakhis.
- 2.De2 er Tschigorin-varianten, som gør 2...d5 mindre attraktivt, fordi den sorte bonde er bundet efter 3.exd5, så sort ville være nødt til at slå tilbage med dronningen. Sort svarer normalt med 2...c5, hvorefter spillet kan ligne 2.d3-varianten eller den lukkede variant i siciliansk.

- 2.Sf3 d5 3.Sc3 er Tospringer-varianten: 3...d4 og 3...Sf6 er gode svar for sort.

- 2.b3 fører til Réti-gambit efter 2...d5 3.Lb2 dxe4, men sort kan også afslå den ved at spille 3...Sf6.

- 2.e5 kendes under navnet Steinitz-angreb efter den første skakverdensmester, som analyserede og lejlighedsvis spillede det i det sene 19. århundrede. Det anses ikke for at være et udfordrende svar på 1...e6 og ses derfor nu sjældent.

- 2.Lc4 er ligeledes sjældent spillet. Sort kan besvare det med 2...b6 eller 2...d5.[7]

- Efter 2.d4 d5 kan hvid desuden vælge at spille Diemer-Duhm-gambit med 3.c4?!, men teorien anser dog dette for at være et svagt træk[8]. Den mest anvendte fortsættelse er 3...dxe4 4.Sc3 Sf6 5.f3, hvorefter 5...Lb4, 5...c5 og 5...exf3 alle er mulige svar.[9]

## Tidlige afvigelser for sort
Skønt 2...d5 er det træk, som er mest konsekvent efter 1.e4 e6 2.d4, spiller sort lejlighedsvis andre træk:
- 2...c5 er kendt som fransk-benoni, fordi fremstødet ...c5 er karakteristisk for åbningsvarianten benoni efter de første træk i fransk. Hvid kan fortsætte med 3.d5, hvor spillet kan overgå til en variant af benoni med flere muligheder for hvid, fordi han ikke behøver spille c4. 3.Sf3, der overfører spillet til almindeligt siciliansk, og 3.c3, der fører til en gren af Alapin-varianten i siciliansk (der ellers opstår efter 1.e4 c5 2.c3 e6 3.d4), er også almindelige svar. Det afvigende spil kan også overgå til almindelig fransk, som f.eks. 1.e4 e6 2.d4 c5 3.c3 d5 4.e5, der ved trækomstilling er ændret til at være fremstødsvarianten i fransk.
- 2...f5?! hedder Kingston-forsvar og deler nogle karakteristiske træk med skakåbningen hollandsk. 3.e5 giver ikke særlige problemer for sort efter 3...Se7 4.Sf3 c5. Sorts største udfordring er afbytningsvarianten (3.exf5 exf5 4.Ld3), hvor 4...Sc6 5.Lxf5 Df6 sætter gang i mange taktiske muligheder.

- 2... Sf6 er kendt som Middelhavsforsvaret og anvendes yderst sjældent.

## Historie
Fransk er navngivet efter en match, der blev spillet per korrespondance mellem byerne London og Paris i 1834 (skønt der kendes tidligere eksempler på partier med denne åbning). Det var spilleren Chamouillet på Paris-holdet, der overbeviste de andre om at anvende denne åbning.

Som svar på 1.e4 fik fransk relativt ringe opmærksomhed i det 19. århundrede i sammenligning med 1...e5. Wilhelm Steinitz udtalte: "Jeg har aldrig i mit liv spillet fransk, som er den kedeligste af alle åbninger". I begyndelsen af det 20. århundrede var Géza Maróczy nok den første verdenselitespiller, som gjorde åbningen til sit primære våben mod 1.e4. I lang tid var det tredjemest foretrukne svar på 1.e4, kun overgået af siciliansk og spansk (1...e5). Men ifølge skakdatabasen chessbase, overgås 1...e6 i 2006 kun af siciliansk i popularitet.
I skakhistorien har de vigtigste bidragydere til teorierne om fransk været Mikhail Botvinnik, Viktor Korchnoi, Aaron Nimzowitsch, Tigran Petrosjan, Lev Psakhis, Wolfgang Uhlmann og Rafael Vaganian. Blandt den nyere tids førende spillere tæller de største anvendere af åbningen mestre som Evgenij Bareev, Aleksej Dreev, Mikhail Gurevitj, Alexander Khalifman, Smbat Lputian, Alexander Morozevitj, Teimour Radjabov, Nigel Short, Gata Kamskij og Yury Shulman.
Afbytningsvarianten blev anbefalet af Howard Staunton i det 19. århundrede, men har været anvendt stadig mindre siden da. I begyndelsen af 1990'erne eksperimenterede Garry Kasparov med den i kort tid, før han skiftede til 3.Sc3. Varianten gør sorts spil lettere, fordi hans problematiske hvide løber bliver frigjort, hvorfor spillemåden anses for at give sort udligning på grund af den symmetriske bondestruktur.
Også fremstødsvarianten blev spillet ofte i begyndelsen efter åbningens opdukken. Aaron Nimzowitsch anså den for at være hvids bedste valg og berigede teorien om den med mange interessante ideer. Varianten mistede dog mere og mere sin popularitet gennem det meste af det 20. århundrede, indtil den blev genoplivet i 1980'erne af Evgenij Sveshnikov, der er GM og fremtrædende åbningsteoretiker, og som fortsat er en førende ekspert i spillemåden. I de seneste år er den blevet næsten lige så populær som 3.Sd2; GM Alexander Grischuk har med held brugt den i spil på højeste niveau.

## ECO-koder
Encyklopædi over skakåbninger, (ECO) anvender et alfanumerisk klassifikationssystem for åbninger, som anvendes bredt i skaklitteraturen. Koderne fra C00 til C19 omfatter fransk og er opdelt på nedennævnte måde (hvor alle bortset fra C00 begynder med trækkene 1.e4 e6 2.d4 d5):
- C00 – 1.e4 e6 uden 2.d4 (tidlige afvigelser)
- C01 – 2.d4 d5 (inkluderer afbytnings-varianten, 3.exd5)
- C02 – 3.e5 (fremstøds-varianten)
- C03 – 3.Sd2 (inkluderer 3...Le7; C03-C09 dækker Tarrasch-varianten)
- C04 – 3.Sd2 Sc6 (Guimard-varianten)
- C05 – 3.Sd2 Sf6
- C06 – 3.Sd2 Sf6 4.e5 Sfd7 5.Ld3
- C07 – 3.Sd2 c5 (inkluderer 4.exd5 Dxd5)
- C08 – 3.Sd2 c5 4.exd5 exd5
- C09 – 3.Sd2 c5 4.exd5 exd5 5.Sgf3 Sc6
- C10 – 3.Sc3 (inkluderer Rubinstein-varianten, 3...dxe4)
- C11 – 3.Sc3 Sf6 (inkluderer Steinitz-varianten, 4.e5; C11-C14 dækker den klassiske variant)
- C12 – 3.Sc3 Sf6 4.Lg5 (inkluderer MacCutcheon-varianten, 4...Bb4)
- C13 – 3.Sc3 Sf6 4.Lg5 dxe4 (Burn-varianten)
- C14 – 3.Sc3 Sf6 4.Lg5 Le7
- C15 – 3.Sc3 Lb4 (C15-C19 dækker Winawer-varianten)
- C16 – 3.Sc3 Lb4 4.e5
- C17 – 3.Sc3 Lb4 4.e5 c5
- C18 – 3.Sc3 Lb4 4.e5 c5 5.a3 (inkluderer den armenske variant, 5...La5)
- C19 – 3.Sc3 Lb4 4 e5 c5 5.a3 Lxc3+ 6.bxc3 Se7 7.Sf3 og 7.a4

Den fulde liste findes her:

## Yderligere læsning
- Keene, Raymond (1984). French Defence: Tarrasch Variation. Batsford. ISBN 0-7134-4577-7.
- Psakhis, Lev (2003). Advance and Other Anti-French Variations. Batsford. ISBN 9780713488432.
- Psakhis, Lev (2003). French Defence 3 Nd2. Sterling Pub. ISBN 978-0-7134-8825-8.
- Tzermiadianos, Andreas (2008). How to Beat the French Defence: The Essential Guide to the Tarrasch. Everyman Chess. ISBN 978-1-85744-567-1.
- Vitiugov, Nikita (2010). The French Defence. Chess Stars. ISBN 978-95-4878-276-0.